# Spitzer (Familienname)
Spitzer ist ein deutscher Familienname.

## Namensträger
- Alexander Spitzer (Sándor Spitzer; 1868–1943), ungarisch-österreichischer Neuropathologe und Anatom
- André Spitzer (1945–1972), israelischer Fechter und Fechttrainer
- Bernard Spitzer (1924–2014), US-amerikanischer Bauunternehmer und Philanthrop
- Bernd Spitzer (* 1943), österreichischer Schauspieler
- Dominik Spitzer (* 1967), deutscher Arzt und Politiker (FDP)
- Daniel Spitzer (1835–1893), österreichischer Autor
- Eliot Spitzer (* 1959), US-amerikanischer Politiker
- Emanuel Spitzer (1844–1919), österreichischer Maler
- Eric Spitzer-Marlyn (* 1952), österreichischer Musiker
- Frank Spitzer (1926–1992), US-amerikanischer Mathematiker
- Federica Spitzer (1911–2002), österreichische Überlebende des Holocaust, Schriftstellerin und Aktivistin
- Gerhard Spitzer (* 1964), österreichischer Politiker (SPÖ)
- Giselher Spitzer (* 1952), deutscher Sporthistoriker
- Hugo Spitzer (1854–1936), österreichischer Philosoph und Germanist
- Humbert Spitzer (1923–2004), österreichischer Taubstummenfunktionär
- Jan Spitzer (1947–2022), deutscher Schauspieler und Synchronsprecher
- Johann Spitzer (Politiker) (1819–1891), Abgeordneter im Kärntner Landtag
- Johann Spitzer (Diplomat) (* 1959), österreichischer Diplomat
- Johann Georg Spitzer (vor 1633–nach 1681), deutscher Patrizier und Politiker, Bürgermeister von Heilbronn
- Johann Wenzel Spitzer (Jan Václav Spitzer; 1711–1773/1774), tschechischer Maler
- Josef Spitzer (1907–1933), deutscher Arbeiter, Opfer der Köpenicker Blutwoche
- Juschka Spitzer (* 1969), deutsche Schauspielerin
- Karsten Spitzer (* 1961), deutscher Schauspieler
- Leo Spitzer (1887–1960), österreichischer Romanist und Literaturtheoretiker
- Leo Spitzer (Mediziner) (1898–1972), ungarischer Mediziner
- Leo Spitzer (Historiker) (* 1939), US-amerikanischer Historiker
- Leonhard Spitzer (* 1950), deutscher Politiker (CDU)
- Leonie Adele Spitzer (1891–1940), österreichische Schriftstellerin und Lehrerin
- Leopold Spitzer (Politiker) (1918–2012), österreichischer Politiker (SPÖ)
- Leopold Spitzer (Gesangspädagoge) (1942–2020), österreichischer Gesangspädagoge und Hochschullehrer
- Lyman Spitzer (1914–1997), US-amerikanischer Astrophysiker
- Manfred Spitzer (* 1958), deutscher Psychiater und Hirnforscher
- Martin Spitzer (Musiker) (1965–2024), österreichischer Jazzgitarrist
- Martin Spitzer (Jurist) (* 1979), österreichischer Jurist
- Martin Spitzer (Schwimmer) (* 1985), österreichischer Schwimmsportler
- Martina Spitzer (* 1962), österreichische Film- und Theaterschauspielerin
- Moritz Spitzer (1900–1982), israelischer Indologe und Verleger
- Moritz Adolf Spitzer (1827–1908), österreichisch-ungarischer Textilindustrieller, Bankier und Schriftsteller, siehe Ernst Walter (Industrieller)
- Nathalie Guerrée-Spitzer (* 1968), französische Tennisspielerin
- Paul Spitzer (1906–1933), deutscher Arbeiter, Opfer der Köpenicker Blutwoche
- Peter Spitzer (vor 1524 – 1571), deutscher Formschneider, Kunsthandwerker, Maler und Zeichner
- Robert Spitzer (1861–1924), österreichischer Pianist, Komponist und Klavierpädagoge, siehe Richard Robert
- Robert L. Spitzer (1932–2015), US-amerikanischer Psychiater
- Samuel Spitzer (Rabbiner, 1839) (1839–1897?), ungarischer Rabbiner
- Samuel Spitzer (Rabbiner, 1872) (1872–1934), deutscher Rabbiner–
- Sarah Spitzer (* 1984), deutsche Violinistin
- Serge Spitzer (1951–2012), rumänisch-israelischer Installationskünstler
- Sigmund Spitzer (1813–1895), österreichischer Arzt
- Simon Spitzer (1826–1887), österreichischer Mathematiker
- Thomas Spitzer (Musiker) (* 1953), österreichischer Texter, Komponist, Sänger, Gitarrist und Grafiker
- Thomas Spitzer (Autor) (* 1988), deutscher Autor, Comedian und Veranstalter
- Volkhard Spitzer (* 1943), deutscher Pastor
- Walter Spitzer (1927–2021), in Polen geborener französischer Künstler und Maler
- Wilhelm Spitzer (1895–1973), deutscher Abgeordneter der deutschen Minderheit im polnischen Sejm
- Wolf Spitzer (1940–2022), deutscher Bildhauer